# 제임스 카류

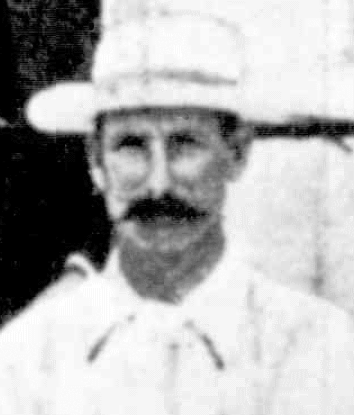

제임스 카류(James Carew, 1876년 2월 5일 ~ 1938년 4월 1일)는 미국의 배우, 연극 배우이다.
런던에서 사망하였다. 사인은 질병이다.

## 영화
- 저스티스 (1917년)
- 프로핏 앤더 로스 (1917년)